# Funkstille
Unter Funkstille versteht man in der Schifffahrt die Einstellung des Funkverkehrs bei allen Funkstellen des Seefunkdienstes, um den Empfang von Notsignalen sicherzustellen und um die Notfrequenzen abzuhören. Funkstille wird teilweise auch bei militärischen Funknetzen angeordnet, um die Peilung der eigenen Verbände durch den Feind zu verhindern. Schließlich bezeichnet der Begriff Funkstille im übertragenen Sinne noch den Zustand, in dem zwei oder mehrere Parteien nicht mehr miteinander reden und Kontakte vermeiden.

## Seefunkverkehr

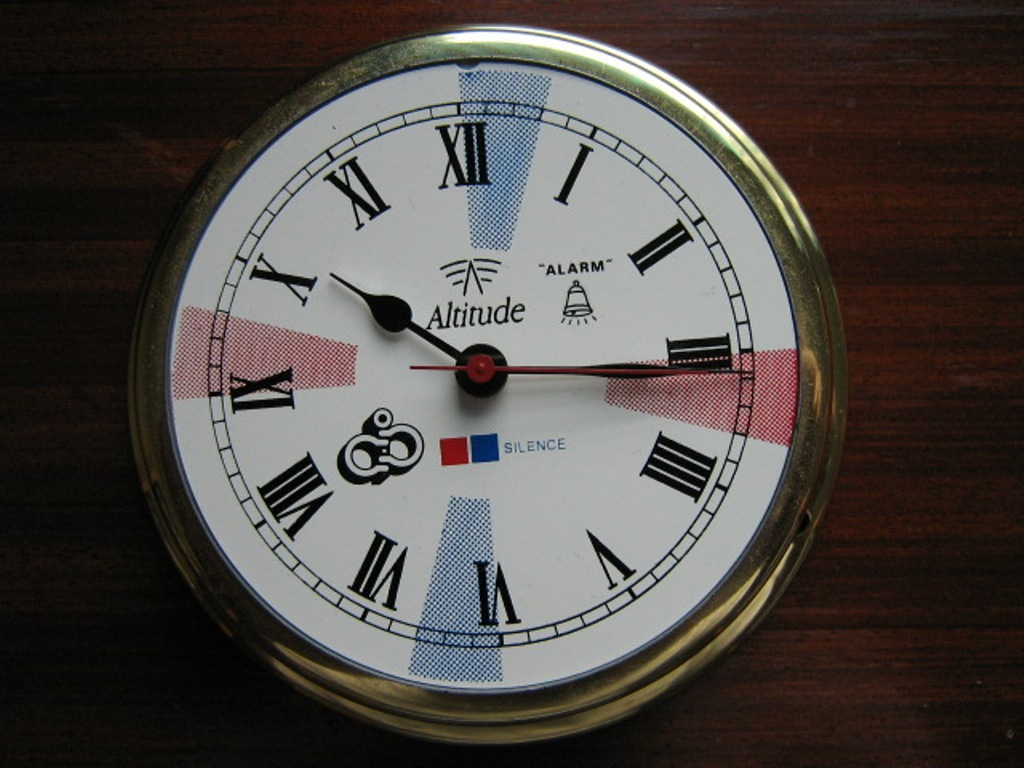
Funkraum-Schiffsuhr
Zeiten der Funkstillen sind farbig markiert:
rot für Telegrafie, blau für Sprechfunk

Im Schiffsfunkverkehr sind viermal stündlich dreiminütige Funkstillen vorgeschrieben, um auch gegebenenfalls schwache Signale empfangen zu können: 
- auf der internationalen Not- und Anruffrequenz des Sprechfunks (2182 kHz) zweimal stündlich:
von xx.00 Uhr bis xx.03 Uhr (zu jeder vollen Stunde) und von xx.30 Uhr bis xx.33 Uhr (zu jeder halben Stunde)
- auf der internationalen Notfrequenz 500 kHz (Telegrafiefunk), der auf sogenannten „ausrüstungspflichtigen“ Schiffen vorgeschrieben ist, zweimal stündlich:
von xx.15 Uhr bis xx.18 Uhr und von xx.45 Uhr bis xx.48 Uhr

Während der Funkstillen hat jeglicher Funkverkehr mit Ausnahme von Notverkehr zu unterbleiben. Die Zeiten der Funkstillen sind auf der Funkuhr, die im Blickfeld des Bordfunkers angebracht sein soll, durch farbige Sektoren (meist Rot und Grün, mitunter Blau statt Grün) hervorgehoben. 
Längerfristige Funkstille ist verpflichtend, sobald ein Notruf empfangen wurde, also Mayday im Sprechfunk oder das Telegrafie-Notzeichen SOS ( · · · − − − · · · ), oder auch das Notzeichen eines EPIRB. Dann darf jede Seefunkstelle jede andere zur Funkstille mahnen: im Sprechfunk mit der Meldung SILENCE MAYDAY, in der Telegrafie mit dem Zeichen QRT SOS.
Die Aufhebung der Funkstille wegen Beendigung des Notverkehrs erfolgt durch die Meldung SILENCE FINI, seitens der leitenden Funkstelle. Alle standardisierten Floskeln des Schiffsfunks werden französisch ausgesprochen.

## Militärische Funkstillen
Beim Militär können jegliche See-, Land- und sogar Lufteinheiten zu einer Funkstille befehligt werden. Das bedeutet, dass die Einheiten zwar noch Befehle über Funk erhalten können, diese aber nicht bestätigen, um die eigene Position oder auch nur die Anwesenheit nicht zu verraten. Der Feind könnte ansonsten, selbst wenn er die Nachricht nicht entschlüsseln kann, die Signale abfangen und durch Anzahl und Dauer der Funksprüche auf bestimmte gegnerische Aktionen schließen und möglicherweise auch die Position der Sender durch Peilung orten.

## Andere Funkstillen
- Funkstille ist ein Roman aus der Shadowrunreihe. Band 25 von Schriftsteller Jak Koke, der 1997 erschien, trägt diesen Titel.
- In vielen Funknetzen des BOS-Funk in Deutschland werden alle Teilnehmer vor dem Absetzen einer 5-Ton-Folge seitens der Leitstelle zur Funkstille aufgefordert.